# 風神
中：キジル石窟の風神／7世紀のタリム盆地で造営された仏教石窟寺院の壁画に見られる風神の図。風袋を背負ってはいるが、ここではよりアジア的な、インド文化の影響の色濃い精霊の姿に変わっている。

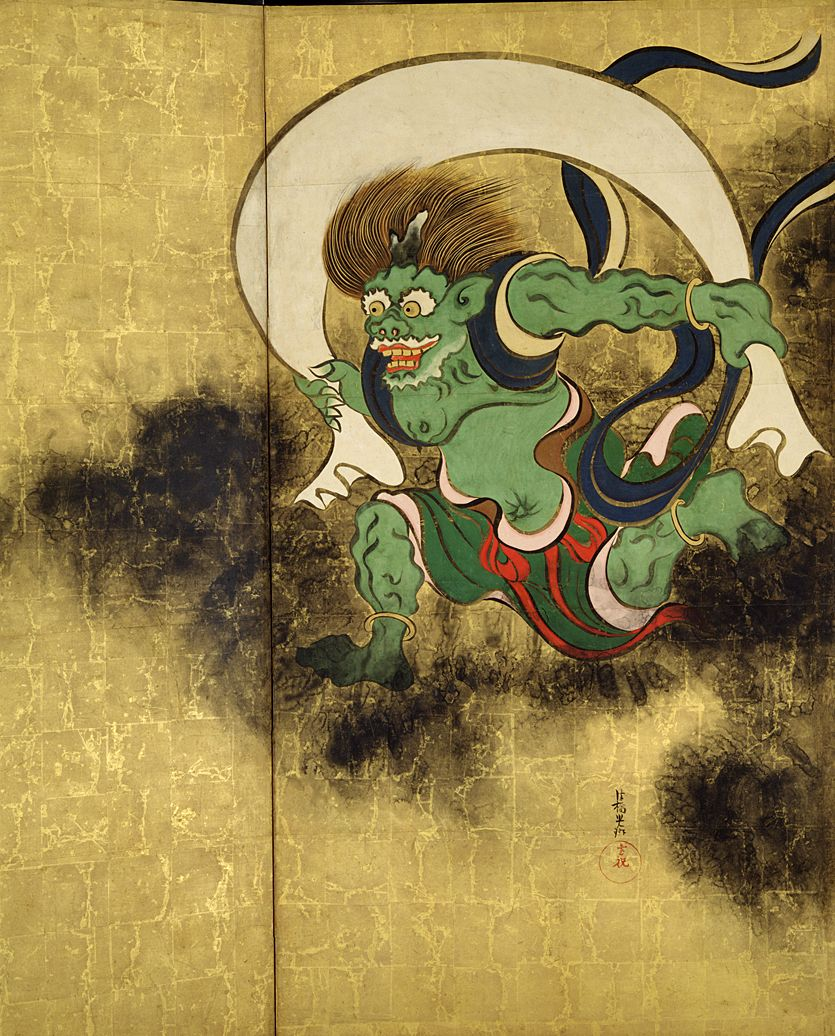
鬼神としての風神／俵屋宗達 風神雷神図屏風の右隻より、風神図（部分）

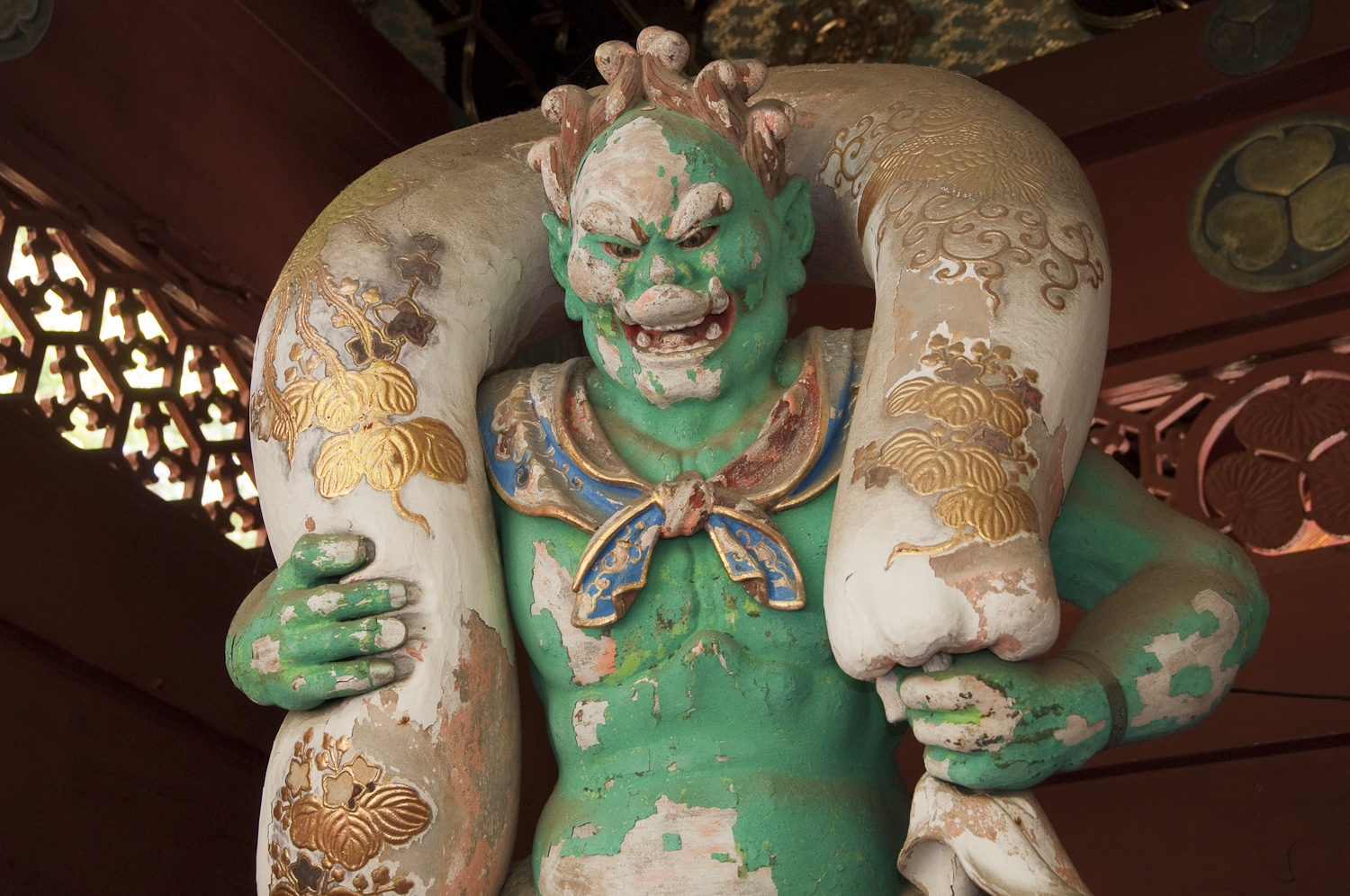
鬼神としての風神／日光山輪王寺大猷院霊廟の風神像

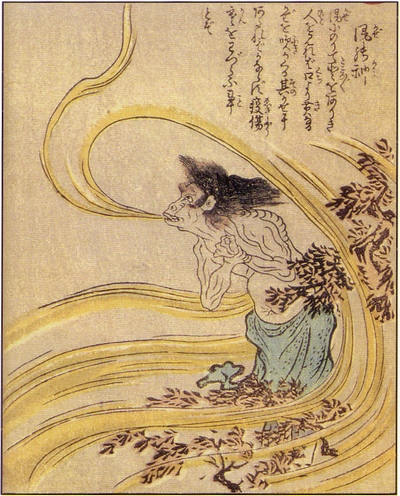
黄色い息を吐いて厄害をもたらす、邪神・疫病神としての風神／奇談集『絵本百物語』巻第5 第39「風の神」。天保12年（1841年）刊。絵は竹原春泉による。

風の神/風神（かぜのかみ）とは、第1義には、風を司る神であり、その日本語名称、さらに言えば大和言葉に基づく名称である。同様の存在を漢語では中国語でも日本語でも「風神（ふうじん）」「風伯（ふうはく）」「風師（ふうし）」といい、日本ではシナツヒコや「風三郎・風の三郎（かぜのさぶろう）」「風の又三郎（かぜのまたさぶろう）」などが、中国では飛廉（いて座）や箕伯がこれに該当する神の一種といえる。
第2義には、風邪を流行らせる日本の疫病神を指す。
さらに第3義には、江戸時代の日本にいた乞食の一種で、風邪が流行った時に風邪の疫病神を追い払うと称して門口に立ち、面をかぶり鉦（かね）や太鼓を打ち鳴らして金品をねだる者、すなわち「風神払・風の神払い（かぜのかみはらい）」を指す。
なお、風を司るか関わるかする精霊や妖怪をもその名で呼ぶが、そもそも霊的存在である神や精霊・妖怪に定義し得るような明確な境目などは無く、自然の色と同じように捉える側の感覚と価値観が名称と扱いを決めているに過ぎない。
また、日本でいうところの風の神（第1義）に相当する霊的存在は世界に偏在する。文化的背景からして大いに異なるがゆえ、それらは様々に個性ある存在であり、春の風を運ぶ神もいれば、暴風雨で破壊して廻る神もいる。その一方で、文化の伝播による関連性が見出される例も少なくはない（■右の画像も参照のこと）。

## 各地の風神

### 日本の風神
『古事記』や『日本書紀』に記された神話の中では、シナツヒコが風神とされている。『古事記』では、神産みにおいてイザナギとイザナミの間に生まれた神であり、風の神であるとしている。『日本書紀』では神産みの第六の一書で、イザナミが朝霧を吹き払った息から級長戸辺命（しなとべのみこと）またの名を級長津彦命という神が生まれ、これは風の神であると記述している。
『太平記』の記述として、（元寇の際）伊勢神宮の風宮に青い鬼神が現れ、土嚢（※風袋のこと）から大風を起こしたとあり、少なくとも室町時代には風神のビジュアル（風袋を持った青鬼）が確立していたことがわかる（※風袋に関して、大陸渡来であることは別項「風神雷神図」に詳しい）。このような鬼神型の風神は、青鬼の姿で表現される一方で、遠くヘレニズム文化から伝播したと見られる風袋（※これをふいごのようにして風を起こす）を背負った様式で描かれる。俵屋宗達の風神雷神図屏風はその代表的なものである。また、このような風神は雨の神と密接に関係しており、雨を呼ぶ稲妻を司る雷神は、風神と対をなす存在となっている。
平安時代の歌学書『袋草子』、鎌倉時代の説話集『十訓抄』には、災害や病気をもたらす悪神としての風神を鎮めるための祭事があったことが述べられている。奈良県の龍田大社では7月4日に風神祭りが行われている。
風の又三郎（かぜのまたさぶろう）は、東北地方各地で信仰されてきた半ば妖怪ともいえる風の神であり、古来神社で祀られてきた。新潟県などで信仰されてきた風三郎/風の三郎（かぜのさぶろう）も同根である。このような形の風神は、日本各地に似たようなものが見られる。宮沢賢治の短編小説『風の又三郎』とその先駆作『風野又三郎』はこの風神に材を採った作品である。また、日本の楽曲『北風小僧の寒太郎』にも少なくとも発想の上で影響が見られる。
疫病神としての風の神は、空気の流動が農作物や漁業への害をもたらし、人の体内に入ったときは病気を引き起こすという、中世の信仰から生まれたものである。「かぜをひく」の「かぜ」を「風邪」と書くのはこのことに由来すると考えられており、江戸時代には風邪の流行時に風の神を象った藁人形を「送れ送れ」と囃しながら町送りにし、野外に捨てたり川へ流したりしたという。江戸時代の奇談集『絵本百物語』では、風の神は邪気のことであり、風に乗ってあちこちをさまよい、物の隙間、暖かさと寒さの隙間を狙って入り込み、人を見れば口から黄色い息を吹きかけ、その息を浴びたものは病気になってしまうとされる。また「黄なる気をふくは黄は土にして湿気なり」と述べられており、これは中国黄土地帯から飛来する黄砂のことで、雨天の前兆、風による疫病発生を暗示しているものといわれる。西日本各地では、屋外で急な病気や発熱に遭うことを「風にあう」といい、風を自然現象ではなく霊的なものとする民間信仰がみられる。

#### 日本の風神の関連作品
- 京極夏彦 小説「風の神」 - 『後巷説百物語』に収録。

### 仏教の風神

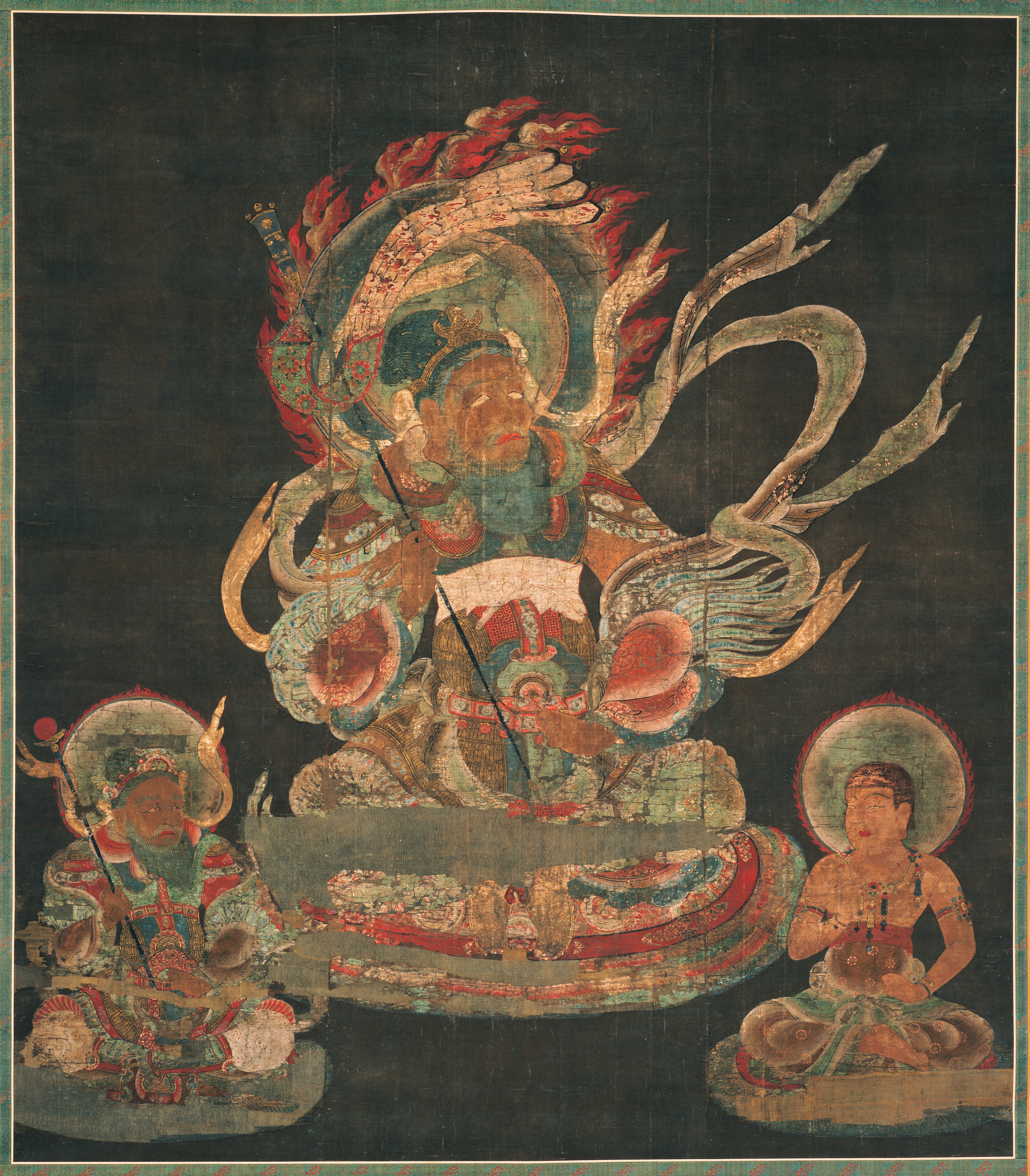
風天

風天（ふうてん）は、仏教における天部の一尊で、十二天の一。インド神話の風神であるヴァーユとヴァータを起源とし、バラモン教を通じて仏教に取り込まれた風の神である。

### インドの風神

#### ヴァーユとヴァータ

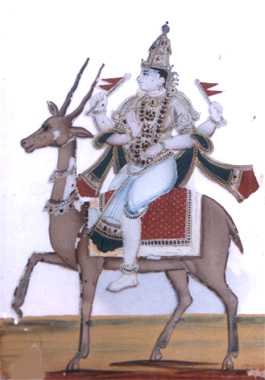
風神ヴァーユ

風神ヴァーユは、日常の風を司る。その名はサンスクリットで「風」を意味する。アーリア人最古層に属する神である。ほとんど違いの無い存在として風神ヴァータがあるが、ヴァーユのほうがやや人間的な特徴を帯びている。バラモン教の神としてヴァーユとヴァータは仏教にも採り入れられ、風天の起源となった。また、風は大気であり、大気は常に人の周りにもありながら神羅万象の根本に関わるきわめて重要なものであり、気（プラーナ）でもある。この世界観はバラモンも認めるところで、それゆえにバラモン教最古の聖典『リグ・ヴェーダ』の時代から英雄神インドラと並び称されるべき存在として語られた。とは言え、世俗において圧倒的人気を誇るインドラとは讃歌の数にかなりの開きがあり、さすがに後塵を拝してはいる。

#### マルト神群

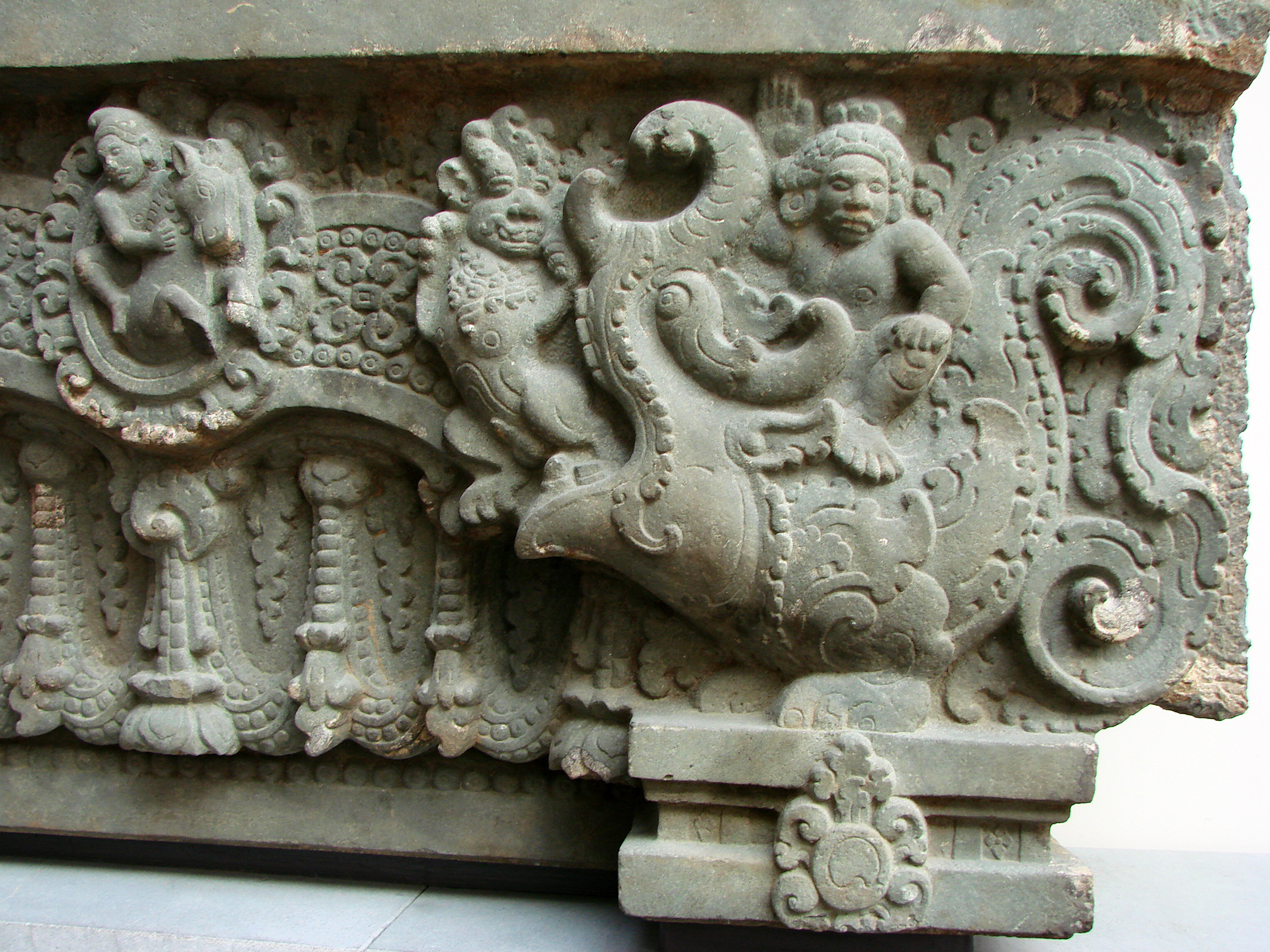
マルト神群

暴風雨を司るのはマルト神群で、彼らもアーリア人最古層に属する極めて古い神々である。独立した神群であるが、バラモン教の聖典『リグ・ヴェーダ』において最も多くの讃歌を捧げられている英雄神インドラ（※武勇などを司る雷霆神）と共に謳われる際は、インドラ神に付き従う神々という位置付けになり、それゆえに彼らにも多くの讃歌が捧げられている。

#### ルドラ
| 暴風神ルドラ |  | シヴァ神 |
| 暴風神ルドラ |  | シヴァ神 |

暴風神ルドラは、破壊的な暴風雨と、それが過ぎ去ったあとに訪れるすべてを生まれ変わらせるような爽快感を司る。その名は「咆哮者」の意。サイクロンの神格化ともいわれ、パンジャーブへ侵入して以降のアーリア人が信仰するようになったと考えられる。最初のヴェーダである『リグ・ヴェーダ』の段階では、まだほとんど謳われることが無い。
創造に繋がる破壊と再生を司る大神シヴァは、様々な神の性質を取り込みつつ、ウパニシャッド哲学によって体系化されたヒンドゥー教の最高神であるが、暴風神ルドラは直接的原形として極めて重要である。シヴァの名は「慈悲深い」「吉祥な」という意味で、元はルドラの親和的（和魂的）一面を讃える慣用表現であった。

### メソポタミアの風神

#### エンリル

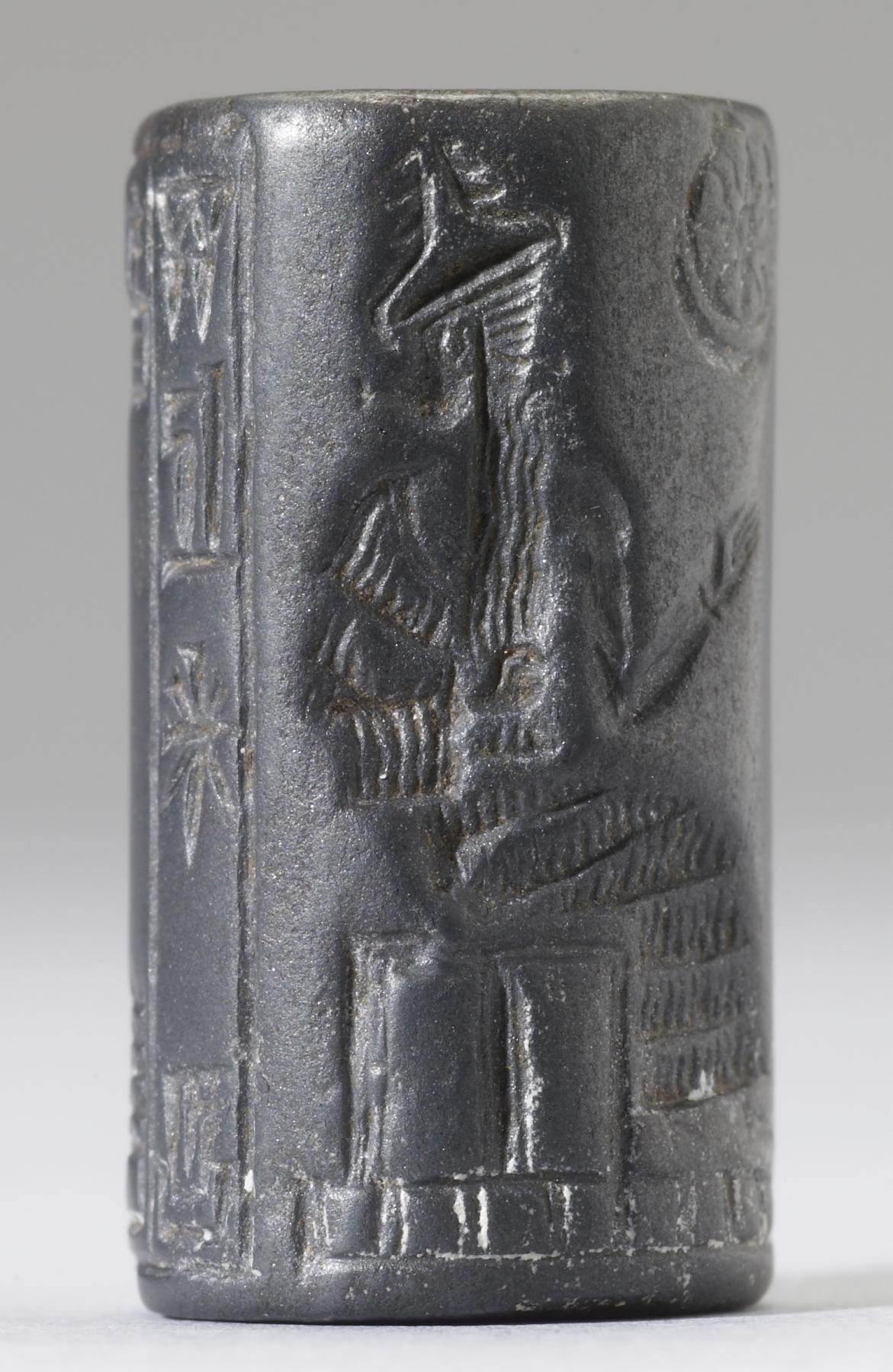
エンリル

シュメール神話に登場する風と暴風雨の神エンリルは、都市ニップルの守護神にしてシュメールの（事実上の）最高神である。神々でさえ直接見ることの叶わないほど畏れ多いエンリルを祀ったことでニップルは一大聖地となり、諸勢力が争奪を繰り返すこととなった。シュメールの時代が終わってもニップルはメソポタミアの宗教的中心地という地位を失うことなく、大国による激しい争奪戦の的となり続けた。短慮で激情家のエンリルは人間に対して情け容赦のない存在で、敵の侵略による都市の滅亡も、大洪水をはじめとする天変地異も疫病も、すべてはわがままなこの神の破壊衝動のなせる業であるが、暴風雨がそうであるように最後には恵みと新たな秩序をもたらしてくれる。ただしそれらは人間を慈しんでのことではないという。
その名はシュメール語で［ en（lord；主/主人/所有権者/君主）+ lil（wind；風）］を意味する。また、エンリル神は「北風」に譬えられる。アッカド語では「ベール (cf. en)」［ bel（意：lord；主/主人/所有権者/君主）」の称号でも呼ばれ、メソポタミアにおいて後の世にエンリルに代わって崇拝されることになる最高神はいずれもこの称号を引き継いだ。後述するバアルはその代表格と言える。

#### ニンリル
シュメール神話の最高神エンリルの配偶者である女神ニンリルは、夫神がエレシュキガルの冥界の王国へ追放されたとき、そのあとを追って死んだ。ニンリルは死後にエンリルと同じ風神となる。アダパの物語で触れられている「南風の女神」はニンリル神と思われるが、これは夫神エンリルが冬の北風と結び付けられているのと同様である。ニンリルは「風の女王」としてアッカドの悪霊リリートゥと関連付けられ、ヘブライのリリス伝説の原型になったと考えられている。

#### パズズ

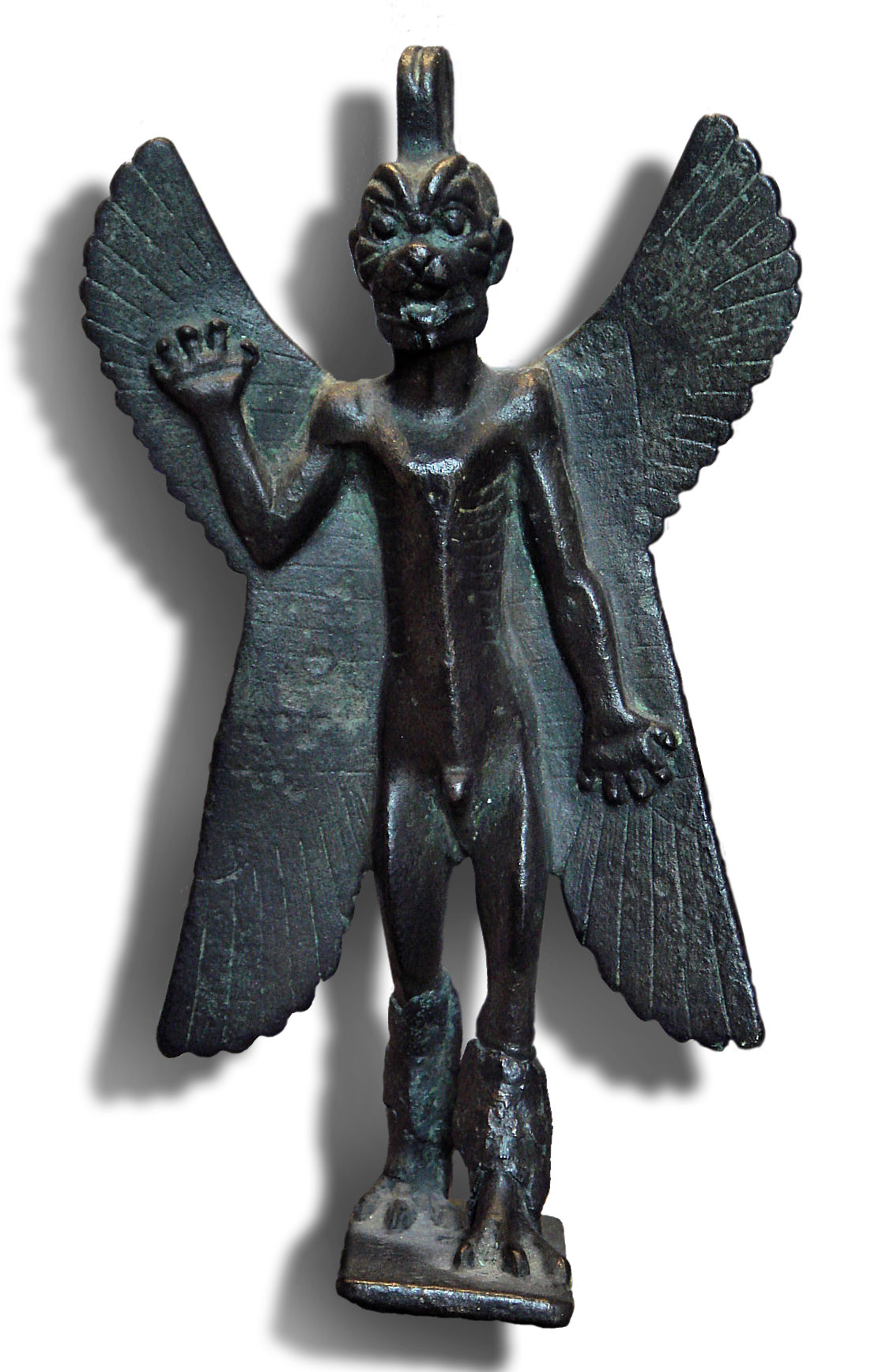
パズズ

アッカド神話に登場する風と熱風の悪霊であり、魔神であるパズズは、メソポタミアの「風の魔王」とされている。風とともに熱病をもたらすことからアッカド人はパズズを怖れた。蝗害を具神化した存在とも考えられている。

#### アダド
アダド（ハダド）は、メソポタミア神話に登場する天候・嵐・雷の神。西セム系民族の天候神ハダドに起源があるとされるアダド神はメソポタミアの広範な地域に伝えられて様々な土着神と習合した。ウガリットの人々の間ではバアル神と習合している。

#### バアル

バアル

ウガリット神話に登場するバアルは、カナン地域を中心にメソポタミア各地で崇められた嵐の神で、慈雨をもたらす豊穣神（農業神）でもある。その名はウガリット語を含む北西セム諸語で［ b‘l（意：lord；主/主人/所有権者/君主）］。
セム人にとって高位あるいは最高位の神であったバアルは、しかし、キリスト教の時代になると悪魔に貶められており、例えば、「バアル・ゼブル（意：崇高なるバアル）」の尊称と共に崇められていたエクロンの都市神としてのバアルは、『旧約聖書』には「蠅のバアル」を意味する「バアルゼブブ（ベルゼブブ）」という蔑称と共に登場し、『新約聖書』には転訛形「ベルゼブル」の名で現れている。グリモワールの悪魔学における悪魔バエルもバアル神と同一視されることがある。

### エジプトの風神

#### シュー

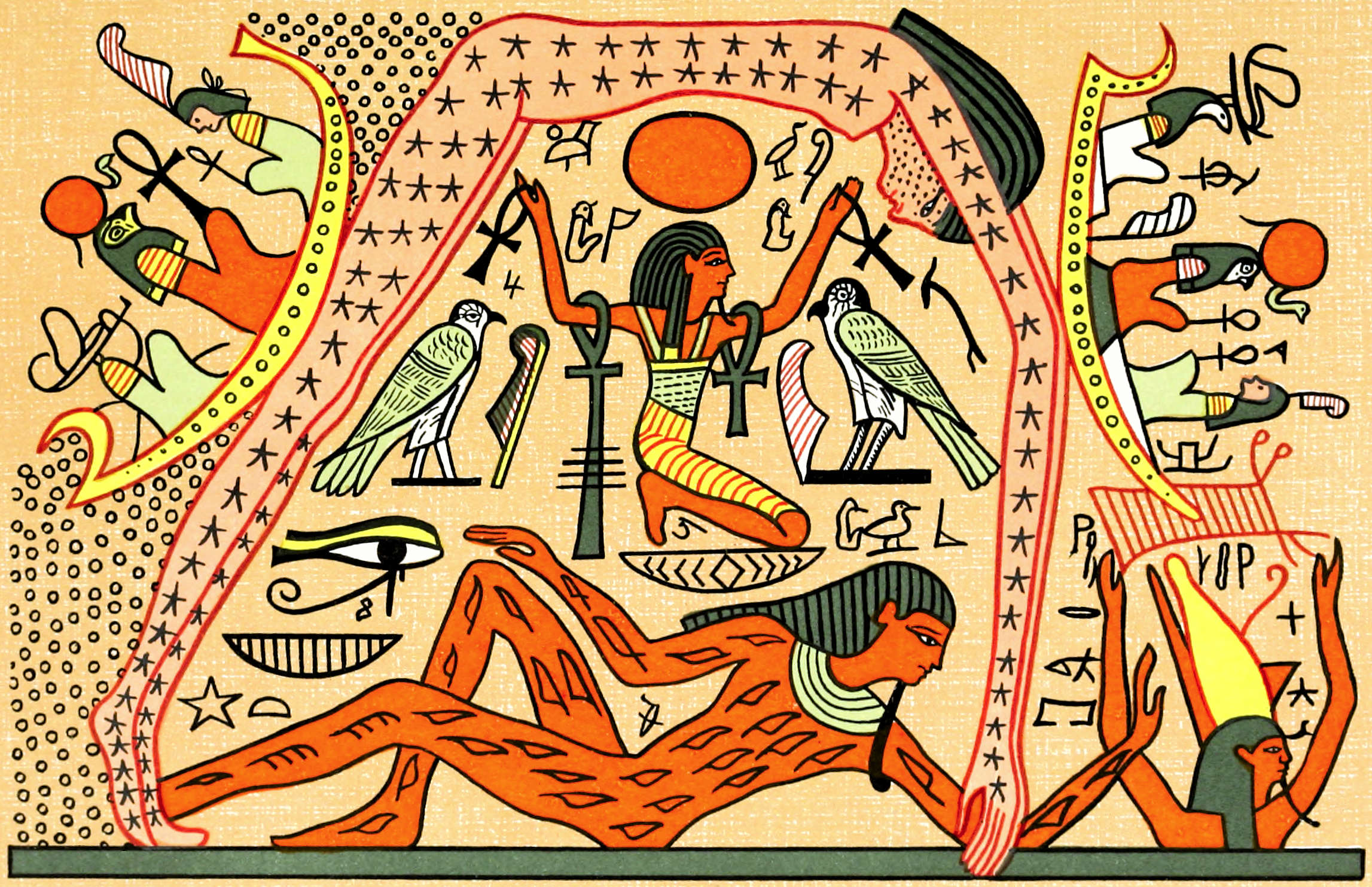
シューが天空のヌトと大地のゲブを分かち、太陽に道を開けている。

エジプト九柱の神々の一柱に数えられるシューは、エジプト神話の天地創造に関わる大気の神であり、創造神アトゥムによって湿気の女神テフヌトと共に創り出された、性別を有する最初の神である。シュー神の名はもともと「空虚」もしくは「立ち上がる者」を意する語［ Pre-Old Egyptian language: šw（=emptiness、空虚）］［ Pre-Old Egyptian language: šw（=He who rises up.、立ち上がる者）］であったが、中王国時代以降「光」［ Middle Egyptian language: šw（=light、光） ］を意味する日常語に変化を遂げ、シュー自らも「光る大気」［ Middle Egyptian language: šwt-rê（=bright air、光る大気） ］という神性を帯びるようになった。光る大気としてのシュー神は、天と地の間にあって「四つの風」と共に循環する存在と捉えられており、嵐神としてのセトとは対照的な穏やかな性格で、荒れ狂うことなく生命を育む者である。
そしてまた、天空における太陽の通り道を創るため、己の娘である天空の女神ヌトを彼女と抱き合っていた夫（※シューの息子でもある）の大地神ゲブから無理やり引き離して高く押し上げる役割を果たすようになり、これによってシューは「太陽の船の守護者」となった。横たわったゲブの上にシューが立ち、天の川の星々を身に纏うヌトを支える図は広く知られている（■右側に画像あり）。

#### セト

セト

エジプト九柱の神々の一柱に数えられるセトは、エジプト神話に登場する保護と恵みと破壊と渾沌の神である。多岐に亘る悪神としての性格を帯びているが、粗暴さが外敵に向けられる際は戦さ神（武勇神）・英雄神として崇め奉られ、軍と兵の守護神となる。火神、砂漠の神、変装の神、羨望の神でもあるが、砂漠を行く隊商にとっては守護神であると同時に砂嵐を起こす怖ろしい神でもあり、すなわち、この点においてセトは風神の性格を帯びている。異邦の神とも呼ばれ、古代エジプトがヒクソスの支配を受けた第15・16王朝時代には、メソポタミアの嵐神バアルと同一視された。また、ギリシア神話ではテューポーンと、キリスト教ではレヴィアタン（リヴァイアサン）と同一視された。

#### アメン

アメン

エジプト神話に登場する太陽神アメンがその地位を得たのは、中王国時代第11王朝のメンチュヘテプ2世がテーベ（現・ルクソール）を首都と定めてエジプトを再統一した際にラー神と一体化して「アメン＝ラー」となったことに始まり、以来、永きに亘ってエジプト文明史の中心に位置する「エジプトの神々の主」とされ、歴代ファラオの権威の象徴とされ続けたわけであるが、アメン＝ラーとなる以前には、テーベ地方の大気の守護神にして豊饒神（農業神）であった。

### ギリシアの風神

#### テューポーン

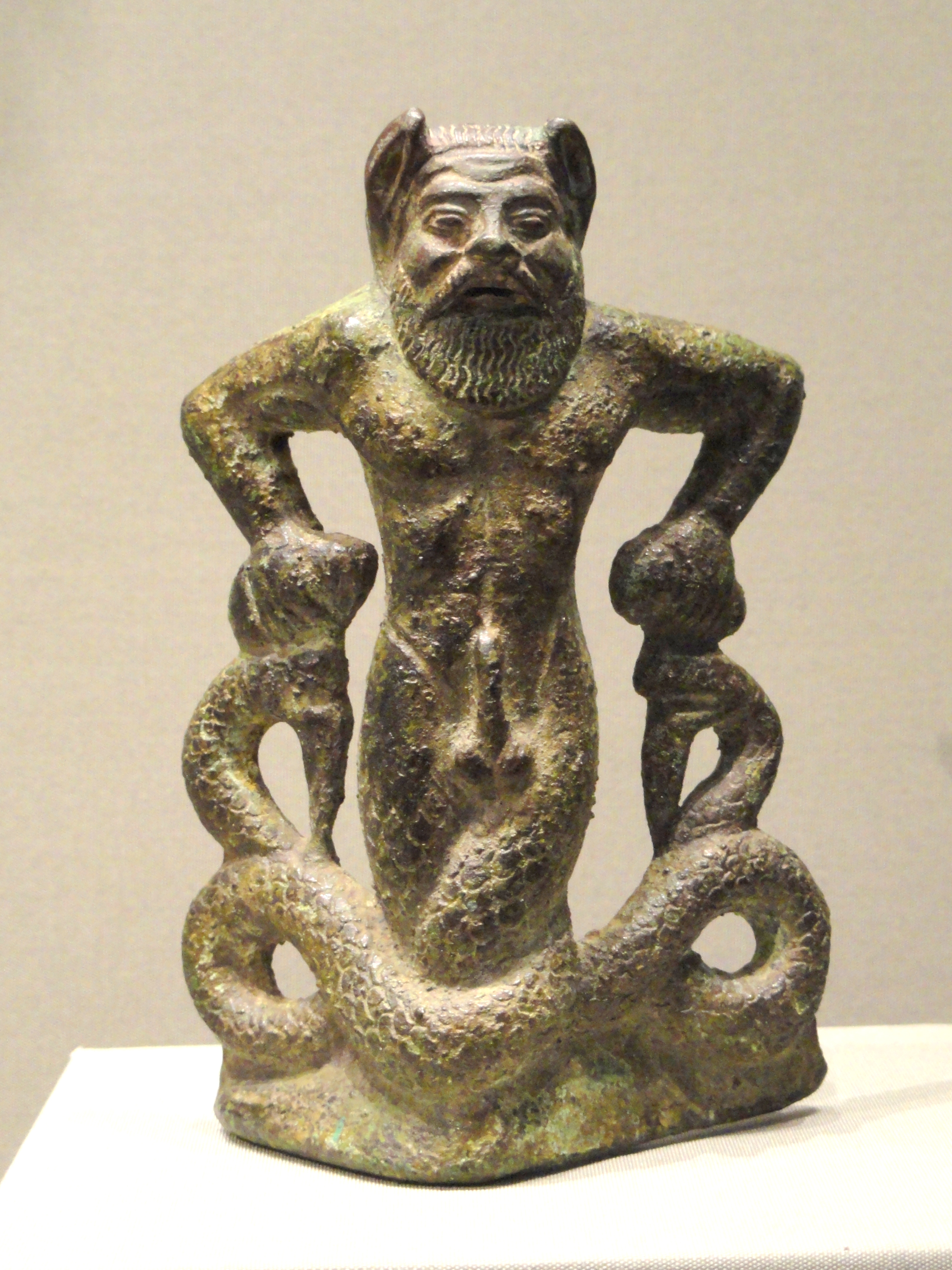
テューポーン

ギリシア神話に登場する太古の巨人神テューポーンは、この神話体系における最大最強の怪物である。直接の語源は「旋風」を意味する "τύφων (typhon)" であるが、語源学的・比較言語学的に遡れば逆成のインド・ヨーロッパ祖語で「埃（ほこり）…」「靄（もや）…」「煙…」などを意する接頭辞 "dʰewh₂-" に行き着く。間接的ではあっても英語 "typhoon（タイフーン）" の語源の一つとされてもいる。
不死の怪女エキドナを妻とし、ケルベロスを始めとする数多くの怪物の父親になったが、荒々しい風の数々も生み出したという。天の星々に頭が擦れるほど巨大で、肩から百の蛇の頭が生えており、眼は火のように輝き、天も海も煮え滾るほどの火炎を吐く怪物テューポーンは、有翼の姿で描かれることもある。このように形容されるとおり、テューポーンは暴風ばかりでなく不死なる蛇や火を噴く山を神格として取り込んでいる。
オリュンポスの最高神ゼウスに対する地母神ガイアの怒りから生まれた怪物テューポーンは、オリュンポスの神々に戦いを挑み、迎え撃つゼウスと一対一の死闘を繰り広げる。地下深くの冥府やタルタロスまで揺るがす闘いの激しさに神々も恐れおののいたという。最終的にテューポーンは敗れたが、ヘーシオドスによれば、ゼウスの雷霆の一撃で仕留められた。一方でアポロドーロスは、一旦はゼウスの体を破壊して完全な勝利を収めながら女神たちの企てにはまって無力化されたところを神々に救出されて回復したゼウスに討たれたといい、最期の地となったエトナ火山が頻繁に噴火を繰り返すのはここから逃れようとしてテューポーンが今ももがいているからであるとする。

#### アネモイ

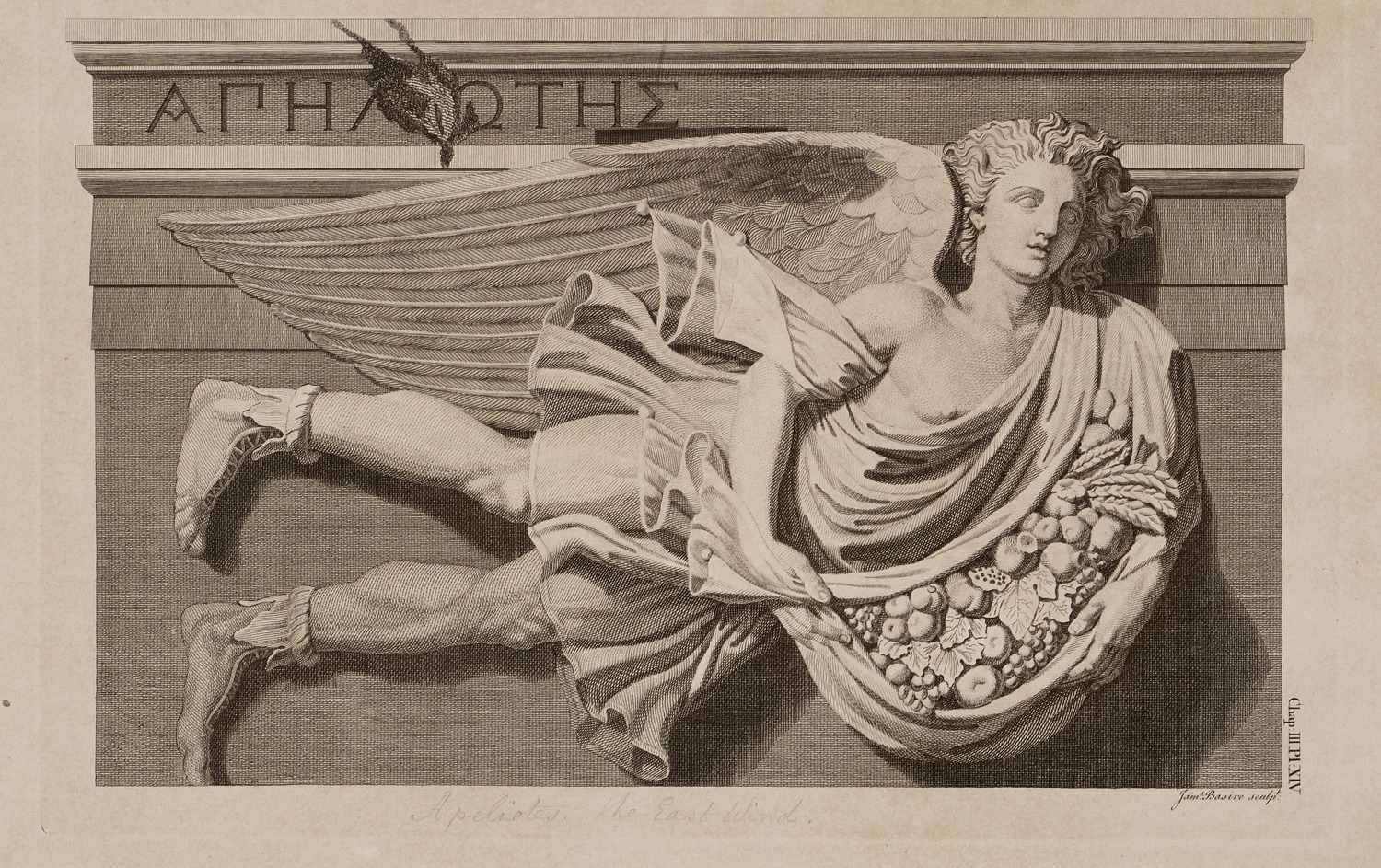
アネモイ

ギリシア神話における風の神たちをアネモイといい、上位に4柱、下位に4柱がある。上位のアネモイは、ボレアースが北風を、ゼピュロス（ゼフュロス）が西風を、ノトスが南風を、エウロスが東風を司り、それぞれが季節や天候に関連している。下位のアネモイはもともとは怪物テューポーンによって生み出された邪悪で粗暴な嵐の精霊アネモイ・テュエライであったが、時代を経るに連れて上位のアネモイと混同されていき、習合していった。

#### ウェンティ
ローマ神話における風の神たちをウェンティ（ヴェンティ。Venti）といい、ギリシア神話のアネモイと同一視された。こちらも、上位に4柱、下位に4柱がある。上位のウェンティは、アクィロー（アキロン。Aquilo, Aquilon）が北風を、アウステル (Auster) が南風を、ファウォーニウス（ファヴォーニウス、ファボニウス。Favonius）が西風を、ウルトゥルヌス（ヴルトゥルヌス。Vulturnus）が東風を司る。下位のウェンティも下位のアネモイと同様、元は邪悪で粗暴な嵐の精霊であったのが、同一視されたことで同じ運命を辿った。

### スラブの風神

#### ストリボーグ

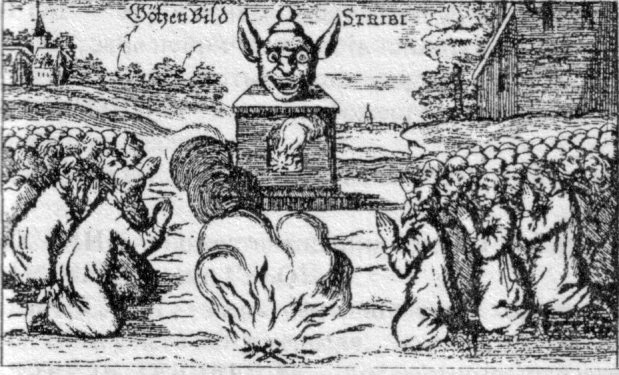
礼拝されるストリボーグ

ストリボーグは、スラブ神話の風神。現代の研究者は風・大気・天候を司る神格と解釈しているが、詳らかにするように史料は遺っていない。インド・ヨーロッパ語族の古い神に起源があると考えられており、一説に、その名の由来は逆成のインド・ヨーロッパ祖語で「父なる神」を意味するという。ただし異説も複数ある。
スラブ神話の主神にして東スラブの最高神と考えられているペルーンもまた、風神の性格を帯びてはいる。しかし本質的に雷神であり、風は雷霆に伴う特徴の一つである。

### メソアメリカの風神

#### ククルカン

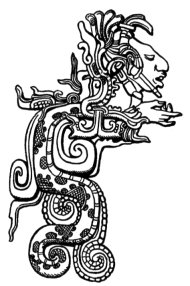
ククルカン

マヤ神話の最高神であるククルカンは、創造神にして文化英雄神でもある。その名はユカテコ語で「羽毛のある蛇」あるいは「羽の生えた蛇」の意［ yua: Kukulkan（=plumed serpent, feathered serpent、羽毛のある蛇、羽の生えた蛇）］。イシュムカネーとイシュピヤコック、および、フラカンと共に3度に亘って世界と人類を創造してきた。人類に文明を授けたと伝えられ、アステカ神話のケツァルコアトルと同一神とされる。四元素（火・水・大地・大気/風）を司る。

#### フラカン
風・嵐・火などを司るフラカンは、ククルカンらと共に世界を3度に亘って創造したマヤ神話の神の一柱である。世界を創った際、人類に知恵が無く神をないがしろにしたため、怒ったフルカンが暴風雨を巻き起こし、大洪水によって人類を滅ぼしてしまったことがある。その後あらためて玉蜀黍（とうもろこし）から人類を創造し直したが、今度は神にも等しい能力を持っていたため、フラカンはこれを好まず、人間の眼に息を吹きかけた。すると、人間の眼は曇り、地上の一部しか見えなくなってしまった。

#### テスカトリポカ

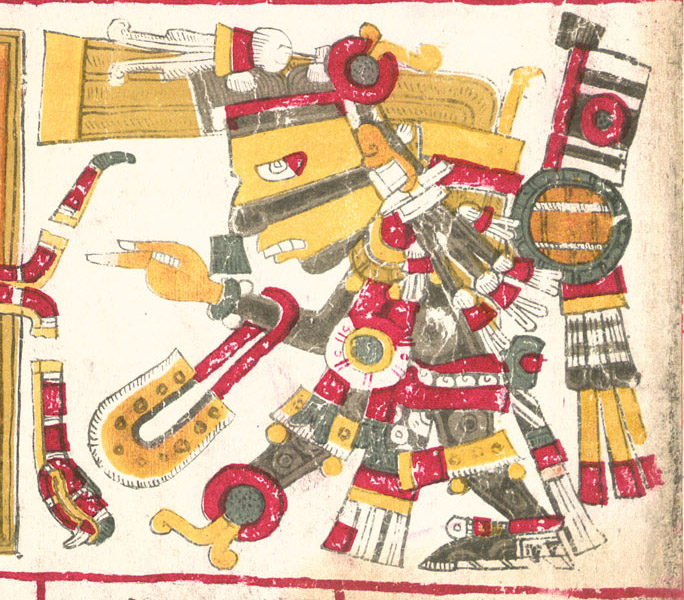
テスカトリポカ

アステカ神話の主要な神の一柱で、神々の中で最も大きな力を持つとされるテスカトリポカは、数多くの異なる神性を有しており、夜の風の神としての名は「Yohualli Èhecatl；ヨワリ・エエカトル（意：夜風）」［ nci: yohualli（=night、夜）+ èhecatl（=wind、風）］という。人身御供を好むなど神性は凶悪なものが多く、それゆえにカトリック教会の宣教師たちの目には悪魔と映った。
後述するケツァルコアトルとは、創世神話において共同で世界を創造した仲ではあるが、それ以降の神話ではことごとくライバル関係あるいは対立関係にあり、2番目の太陽の時代の終わりには、太陽の座にあったケツァルコアトルを打ち倒したテスカトリポカが世界を強風で荒廃させた挙句、生き残った人間を猿に変えてしまった。また、ケツァルコアトルが人身御供を嫌って人々にこの習わしをやめさせた時、それを何より好むテスカトリポカがしたことは、恨みからケツァルコアトルに呪いの酒を盛って失脚させることであった。

#### ケツァルコアトル

ケツァルコアトル

アステカ神話の主要な神の一柱で、創造神・文化英雄神であるケツァルコアトルは、古くからは水や農耕に関わる蛇神であり、風の神でもあった。それが次第に文明一般を人類に授けた文化英雄神と考られるようになり、ギリシア神話におけるプロメテウスのように、人類に火をもたらした神ともされるようになった。トルテカ族の祖神からアステカ族の神話に採り入れられてからは創造神の地位にまで高められた。マヤ神話のククルカンと同じ神ともされる。スペイン人によって旧来の文化を否定されて以降の改変と考えられるが、ケツァルコアトルは平和を愛する神ということになっており、人身御供を嫌って人々にこれを廃止させたという。しかし結局、テスカトリポカの奸計でケツァルコアトルは失脚させられ、習わしは旧に復しており、これは10世紀のトルテカの王による政変の顛末が神話に取り込まれたものと推定されている。

#### エエカトル

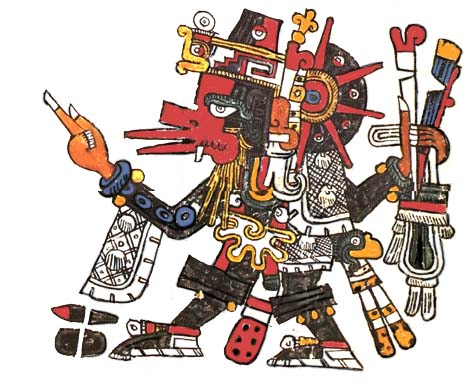
エエカトル＝ケツァルコアトル

先コロンブス期の風にまつわる神エエカトルは、古ナワトル語でその名も「Èhecatl（=wind、風）」。風神としてのケツァルコアトルの一面と解されており、そのため「エエカトル＝ケツァルコアトル」としても知られる。先コロンブス期の中央メキシコ文化を記した創世神話では創造神・文化英雄神の一柱として存在感は大きい。

## 詩歌
連歌・俳諧・俳句において「風神」や「風の神」は季題・季語ではない。しかし、「風神」が詠まれることは珍しくない。

## 「風神」関連事象

### 風神の名をもつもの
生物名
フウジンナミハグモ（学名：Cybaeus fuujinensis ）(cf. fr) は、節足動物門蛛形綱クモ目ナミハグモ科に分類されるナミハグモ属のクモの1種。日本の熊本地方の固有種である。
個体名
馬の個体名として、「フウジン」がそのままあるいは「アイネスフウジン」や「コパノフウジン」のように構成素として用いられることがある。競走馬の世界では馬主や出身牧場の名を冠した「〇〇フウジン」が何例も見られる。インドのヴァーユ神がそうであるように、素早く駆け抜けることは日常の風を司るタイプの風神の大きな特徴のひとつであり、駿馬を求める関係者にとって魅力的なネーミングになっている。
商品名
三菱電機は、掃除機（電気掃除機）の商標名として2013年（平成25年）3月1日から「風神」を使用している。「強い吸引力持続ときれいな排気を両立した」とうたうサイクロン式掃除機「風神」シリーズがそれ。サイクロン式とは、掃除機の機構としてイギリス企業ダイソンが1990年に開発した方式で、20世紀末に普及し始めた集塵装置の代表的一形態。流体の旋回流によって生じる遠心力を利用した粉塵の分離装置である。「サイクロン式」の名は、強力な旋回流を自然界のサイクロンになぞらえたもので、サイクロンは風の神が司るという関連性から三菱電機は自社製品に「風神」の名を当てたものである。なお、三菱電機は「風神」シリーズに先駆けて2010年代前半に「雷神」シリーズを販売していた。こちらは光触媒フィルターを内蔵していることからの命名であった。なお、三菱電機は1960年代にも掃除機の商標名として「風神」を使用しており、当時三菱電機がスポンサーだった日本テレビのプロレス中継にて「“風神”でリングを掃除中」とアナウンスする生コマーシャルで知られていた。